# Phyllanthus vakinankaratrae
Phyllanthus vakinankaratrae är en emblikaväxtart som beskrevs av Jacques Désiré Leandri. Phyllanthus vakinankaratrae ingår i släktet Phyllanthus och familjen emblikaväxter. Inga underarter finns listade i Catalogue of Life.